# KRYニュース・天気予報
『KRYニュース・天気予報』（ケイアールワイニュース・てんきよほう）は、山口放送（KRYテレビ）で土曜の夕方に放送される報道ミニ番組。

## 放送時間
- 17:20 - 17:30 （『news every.サタデー』の後半に放送。）

## 担当者
- シフト勤務（KRYアナウンサーによる持ち回り。）